# Dolores Pruaño Velarde
Dolores Pruaño Velarde (Trebujena, 1871 - Sevilla, 1948) fue condesa de Aldama y marquesa de Ayala, esposa de Antonio Aldama y Mendívil y madre de José Antonio de Aldama y Pruaño, fundador de la Congregación de las Esclavas del Santísimo Sacramento y de la Inmaculada.

## Biografía
Nació en la localidad gaditana de Trebujena en 1871, hija de Diego José Pruaño Gómez y de María Catalina Velarde Harana, y hermana de Felipe, María y Antonia. Contrajo matrimonio en 1899 con Antonio Aldama y Mendívil, de quien adquirió los títulos de marquesa de Ayala y condesa de Aldama. Residió hasta bien entrado el siglo XX en la calle de la Plata de Sanlúcar de Barrameda, que actualmente lleva el nombre de su hijo. Ingresó en 1929 en el Monasterio de la Visitación de Sevilla, donde murió en 1949.